# Пильтун-Астохская-Б
Платформа «Пильтун-Астохская-Б» — морская нефтегазодобывающая платформа, установленная на шельфе Охотского моря в рамках проекта «Сахалин-2».

## История
Платформа «Пильтун-Астохская-Б» (ПА-Б) – самая крупная платформа, установленная на проекте «Сахалин-2» в июле 2007 года на Пильтунской площади Пильтун-Астохского нефтяного месторождения, в 12 км от берега на глубине 32 м. С конца 2008 года на платформе ведётся добыча нефти и попутного газа. Углеводороды поступают через транссахалинскую трубопроводную систему на завод по производству СПГ и терминал отгрузки нефти комплекса «Пригородное».   

## Характеристики платформы
Предназначенная для круглогодичной добычи, ПА-Б является буровой, добывающей и перерабатывающей платформой, которая предназначена для извлечения нефти и попутного газа из Пильтунского пласта. Основание платформы представляет собой железобетонное основание гравитационного типа с четырьмя опорами, на которых располагается верхние строения платформы с технологическими сооружениями. Юго-восточная опора используется как площадка скважины, северо-восточная опора предназначена для стояков морского трубопровода/труб с закруглением большого радиуса, а остальные две опоры служат для установки насосов и резервуаров. Комплекс верхних строений был построен в Южной Корее. На верхних строениях платформы размещено буровое оборудование и оборудование для сепарации жидких углеводородов, хранилище для химических реагентов и жилой модуль. Основные рабочие зоны закрыты, в них предусмотрен контроль температуры и вентиляции. Оборудование, расположенное на открытом воздухе, оснащено средствами ледовой защиты.
- Платформа ПА-Б спроектирована для круглогодичной эксплуатации в условиях суровых климатических, волновых, ледовых и сейсмических нагрузок.
- Платформа установлена примерно в 12 км от северо-восточного побережья о. Сахалин в открытом море на глубине 32 м.
- Бетонное основание гравитационного типа с четырьмя опорами - спроектировано и построено в порту Восточном на Дальнем Востоке России компаниями Aker Kvaerner Technology AS и Quattrogemini OY. Установлено в августе 2005 года. Основание:
  - Высота: 53 м
  - Масса: 119 000 т
  - Размеры: 94 м x 91,5 м x 11,5 м
  - Высота опоры: 56 м
- Полностью интегрированная палуба платформы построена компанией «Самсунг Хэви Индастриз» на судоверфях в Южной Корее. Верхние строения были установлены в июле 2007 года методом надвига на заранее установленное бетонное основание.
- Высота платформы ПА-Б составляет 121 м от морского дна до верхней точки палубы, т.е. эквивалентна высоте 30-этажного дома.
- Верхние строения: Высота факельной трубы: 98,6 м; Масса: 28 000 т; Буровые окна: 45
- Платформа оснащена оборудованием для бурения, распределения углеводородов, жидкостей/воды, хранения химических материалов.
- Жилые помещения рассчитаны на размещение 100 постоянных и 40 временных рабочих.
- Производственная мощность: в 2016 г. с платформы в сутки в среднем добывалось 3,94 тыс. т (29,05 тыс. барр.) нефти и 1,17 млн м3 газа.
- По состоянию на конец 2016 г. фонд скважин платформы ПА-Б составляли 13 добывающих, семь водонагнетательных и две поглощающие скважины.

## Модернизация
В 2016 г. на Пильтунском участке были пробурены две новые добывающие скважины. В одной из них впервые была применена технология Frac&Pack с привлечением специализированного судна заканчивания скважин. Вторая скважина была закончена горизонтальным участком длиной ок. 1000 м пересекающим серию разломов. В ходе строительства данной скважины были пробурены два пилотных ствола для уточнения геологической структуры пластов коллекторов и оптимизации траектории горизонтального участка.
Летом 2016 г. был произведён ремонт бетонных опор морской платформы ПА-Б в наиболее труднодоступном для работы месте — зоне заплёскивания. 
В 2017 г. на платформе была завершена уникальная операция по замене стрелы кранового оборудования. Впервые в мировой практике нефтегазовой промышленности стрела весом 18 тонн и длиной 48 метров была установлена на работающей платформе и в сложных погодных условиях. 

## ПА-Б в 2017 году
По состоянию на  конец 2017 г. фонд скважин платформы ПА-Б включал 15 добывающих, семь водонагнетательных и две поглощающие скважины. 
В 2017 г. с  платформы в  сутки добывалось в  среднем 4,52 тыс. т (33,26 тыс. барр.) нефти и 1,28 млн м3 газа. С начала разработки на  платформе ПА-Б добыто около 15 млн  т (почти 110 млн барр.) нефти.
В мае платформа ПА-Б отметила знаменательную дату  — семь лет без происшествий, связанных с потерей рабочего времени. 
В 2017 г. на Пильтунском участке были пробурены две новые добывающие скважины. Процесс строительства скважины, законченной в  мае 2017  г., включал бурение пилотного и  основного горизонтального стволов. Бурение пилотного ствола произведено в целях уточнения стратиграфического положения пласта в  северной части месторождения, оптимизации траектории горизонтального участка скважины в  этом проектном горизонте и для уточнения геологического строения других пластов. Полученные данные будут использованы для оптимизации положения другой добывающей скважины и уточнения стратегии разработки пласта в целом.
В июле 2017 г. пробурена вторая добывающая скважина, законченная по технологии гидроразрыва пласта и гравийной набивки (ГРПГР). В августе 2017 г. пробурён разведочный пилотный ствол с  целью проведения запланированных исследований гео- логических свойств пласта и определения типа насыщения для принятия решения о  дальнейшей разработке участка и  очерёдности скважин в  графике бурения. Исследования завершены, пилотный ствол ликвидирован. Определение нефтенасыщенности позволило уточнить стратегию разработки.
В мае 2017 г. на  Пильтунском участке выполнена интенсификация притока в одной из добывающих скважин. Работы включали кислотную обработку насосно-компрессорной трубы (НКТ) и её компонентов, а также закачку ингибитора солеотложения в пласт. В результате успешно проведённых операций простаивающая ранее скважина возобновила работу. 
В IV квартале 2017 г. произведена установка 11 кондукторов.

## ПА-Б в 2018 году
По состоянию на конец 2018 г. фонд скважин платформы ПА-Б включал 16 добывающих, восемь водонагнетательных и две поглощающие скважины. 
В 2018 г. с платформы в сутки добывалось в среднем 4,39 тыс. т (32,37 тыс. барр.) нефти и 1,33 млн м³ газа. С начала разработки платформа ПА-Б добыла более 16 млн т (более 121 млн барр.) нефти. 
В мае платформа ПА-Б отметила знаменательную дату — восемь лет без происшествий, связанных с потерей рабочего времени. В 2018 г. на Пильтунском участке были пробурены одна нагнетательная и одна добывающая скважины. 
Нагнетательная скважина в западном крыле Пильтунского участка закончена как интеллектуальная (совместно-раздельная закачка с избирательным регулированием закачки воды с поверхности с учётом различий свойств пластов, что нацелено на увеличение приёмистости). Добывающая скважина закончена по современной технологии гидроразрыва пласта и гравийной набивки (ГРПГР) для достижения максимально возможного дебита, обеспечения безопасной и длительной эксплуатации.
Помимо работ по строительству новых скважин компания контролировала разработку месторождения и эксплуатацию скважин, качество нагнетаемой жидкости для ППД и работу системы закачки бурового шлама. На платформе осуществляется непрерывный контроль за составом и обводнённостью продукции добывающих скважин, за процессом выноса твёрдых/механических примесей, за целостностью скважин.
В летний сезон 2018 г. на Пильтун-Астохской площади были выполнены работы по четырёхмерному сейсмическому мониторингу разработки месторождения

## ПА-Б в 2019 году
В 2019 г. с платформы в сутки добывалось в среднем 3,99 тыс. т (29,41 тыс. барр.) нефти и 0,98 млн м³ газа. 
В 2019 г. разработаны и внедрены интегрированные и автоматизированные системы контроля ППД и целостности скважин. Эти системы обеспечивают постоянный контроль параметров ППД и затрубного давления, что позволяет оперативно реагировать на изменения показателей закачки и обеспечивать безопасный уровень затрубного давления во всех скважинах. 
Завершена обработка данных 4D-сейсморазведки 2018 г. с буксируемых кос и донных сейсмостанций на Пильтун-Астохском месторождении. 
Результаты используются при проектировании новых скважин. 
В 2019 г. в ГКЗ Роснедр и ЦКР Роснедр проведена экспертиза и получены согласования подсчёта запасов углеводородов и технологической схемы разработки Пильтун-Астохского нефтегазоконденсатного месторождения. 

## ПА-Б в 2020 году
По состоянию на конец 2020 г. фонд скважин платформы ПА-Б включал 20 добывающих, восемь водонагнетательных и две поглощающие скважины.
В 2020 г. с платформы в сутки добывалось в среднем 3,45 тыс. т (25,44 тыс. барр.) нефти и 0,94 млн м³ газа. 
Платформе «Пильтун-Астохская-Б» (ПА-Б) по итогам 2020 года присуждено звание «Лучшая буровая года в Shell». Рейтинг определяется по таким показателям, как вопросы охраны труда, окружающей среды и безопасности, производственные достижения и компетенции персонала. 
В 2019–2020 гг. проведена интерпретация сейсмических данных 3D/4D, полученных в результате работ 2018 г. на Пильтун-Астохском месторождении с использованием морских буксируемых сейсмокос, которые были дополнены также применением донных сейсмических станций (ДСС). Использование ДСС позволило исследовать области, непосредственно прилегающие к добывающим платформам. По результатам сейсморазведочных работ 4D подготовлены рекомендации по дальнейшей оптимизации разработки месторождений компании, а также уточнены целевые объекты бурения для запланированных скважин. 